# 第4回クリティクス・チョイス・アワード
第4回クリティクス・チョイス・アワード（4th Critics' Choice Awards）は、放送映画批評家協会が主催する映画賞。1998年の映画作品を対象とし、1999年1月25日に受賞作品が発表された。

## 受賞結果

### トップ10作品
※原題のアルファベット順
1. 『エリザベス』
2. 『ゴッド・アンド・モンスター』
3. 『ライフ・イズ・ビューティフル』
4. 『アウト・オブ・サイト』
5. 『カラー・オブ・ハート』
6. 『プライベート・ライアン』
7. 『恋におちたシェイクスピア』
8. 『シンプル・プラン』
9. 『シン・レッド・ライン』
10. 『トゥルーマン・ショー』

### 部門賞
| 作品賞 | 監督賞 |
| --- | --- |
| - 『プライベート・ライアン』 | - スティーヴン・スピルバーグ - 『プライベート・ライアン』                                                                           |
| 主演男優賞 | 主演女優賞 |
| - イアン・マッケラン - 『ゴッド・アンド・モンスター』：ジェームズ・ホエール                                                               | - ケイト・ブランシェット - 『エリザベス』：エリザベス1世                                                                            |
| 助演男優賞 | 助演女優賞 |
| - ビリー・ボブ・ソーントン - 『シンプル・プラン』：ジェイコブ                                                                             | - ジョアン・アレン - 『カラー・オブ・ハート』：ベティ・パーカー - キャシー・ベイツ - 『パーフェクト・カップル』：リビー・ホールデン |
| 脚本賞 | 脚色賞 |
| - トム・ストッパード、マーク・ノーマン - 『恋におちたシェイクスピア』                                                                     | - スコット・B・スミス - 『シンプル・プラン』                                                                                        |
| 作曲賞 | 歌曲賞 |
| - ジョン・ウィリアムズ - 『プライベート・ライアン』                                                                                       | - 「ホエン・ユー・ビリーヴ」 - 『プリンス・オブ・エジプト』                                                                         |
| ドキュメンタリー映画賞 | ファミリー映画賞 |
| - 『ワイルド・マン・ブルース』 | - 『バグズ・ライフ』 |
| アニメ映画賞 | テレビ映画賞 |
| - 『バグズ・ライフ』 - 『プリンス・オブ・エジプト』                                                                                       | - 『フロム・ジ・アース/人類、月に立つ』                                                                                             |
| 外国語映画賞 | 子役賞 |
| - 『ライフ・イズ・ビューティフル』（ イタリア）                                                                                           | - イアン・マイケル・スミス - 『サイモン・バーチ』：サイモン・バーチ                                                                 |
| 新人賞 | アラン・J・パクラ賞 |
| - ジョセフ・ファインズ - 『エリザベス』：ロバート・ダドリー - ジョセフ・ファインズ - 『恋におちたシェイクスピア』：フィリップ・ヘンズロー | - ジョン・トラボルタ |